# Championnat de Super Formula 2020
Navigation
2019 2021
Le championnat de Super Formula 2020 est la 25e saison du principal championnat japonais de monoplaces et la 8e saison sous le nom de Super Formula. Comportant sept courses, il devait démarrer le 5 avril à Suzuka et se terminer le 15 novembre sur ce même circuit. En raison de la Pandémie de Covid-19, le calendrier de la saison a été profondément modifié. 

## Écuries et pilotes
Toutes les écuries disposent des nouveaux châssis Dallara SF19 chaussés de pneumatiques Yokohama. En ce qui concerne les moteurs, les écuries ont toujours le choix entre Honda ou Toyota.
| Écuries                      | n° | Pilotes             | Moteurs | Manches   |
| ---------------------------- | -- | ------------------- | ------- | --------- |
| Vantelin Team TOM'S          | 1  | Nick Cassidy        | Toyota  | Toutes    |
| Vantelin Team TOM'S          | 36 | Kazuki Nakajima     | Toyota  | 1, 3, 5–7 |
| Vantelin Team TOM'S          | 36 | Ritomo Miyata       | Toyota  | 2, 4      |
| Kondō Racing                 | 3  | Kenta Yamashita     | Toyota  | 1, 3–7    |
| Kondō Racing                 | 3  | Sena Sakaguchi      | Toyota  | 2         |
| Kondō Racing                 | 4  | Sacha Fenestraz     | Toyota  | Toutes    |
| Docomo Team Dandelion Racing | 5  | Naoki Yamamoto      | Honda   | Toutes    |
| Docomo Team Dandelion Racing | 6  | Nirei Fukuzumi      | Honda   | Toutes    |
| carrozzeria Team KCMG        | 7  | Kamui Kobayashi     | Toyota  | 1, 3, 5–7 |
| carrozzeria Team KCMG        | 7  | Sena Sakaguchi      | Toyota  | 2, 4      |
| carrozzeria Team KCMG        | 18 | Yuji Kunimoto       | Toyota  | Toutes    |
| Drago Corse with ThreeBond   | 12 | Tatiana Calderón    | Honda   | 1, 4–7    |
| Drago Corse with ThreeBond   | 12 | Koudai Tsukakoshi   | Honda   | 2–3       |
| ROOKIE Racing                | 14 | Kazuya Oshima       | Toyota  | Toutes    |
| Team Mugen                   | 15 | Ukyo Sasahara       | Honda   | Toutes    |
| Team Mugen                   | 16 | Tomoki Nojiri       | Honda   | Toutes    |
| Itochu Enex Team Impul       | 19 | Yuhi Sekiguchi      | Toyota  | Toutes    |
| Itochu Enex Team Impul       | 20 | Ryō Hirakawa        | Toyota  | Toutes    |
| JMS P.mu/cerumo・INGING      | 38 | Hiroaki Ishiura     | Toyota  | Toutes    |
| JMS P.mu/cerumo・INGING      | 39 | Sho Tsuboi          | Toyota  | Toutes    |
| Buzz Racing with B-MAX       | 50 | Teppei Natori       | Honda   | 1         |
| Buzz Racing with B-MAX       | 50 | Mitsunori Takaboshi | Honda   | 2         |
| Buzz Racing with B-MAX       | 50 | Sérgio Sette Câmara | Honda   | 3         |
| Buzz Racing with B-MAX       | 50 | Nobuharu Matsushita | Honda   | 4–7       |
| Buzz Racing with B-MAX       | 51 | Charles Milesi      | Honda   | 4–7       |
| TCS Nakajima Racing          | 64 | Tadasuke Makino     | Honda   | 1–6       |
| TCS Nakajima Racing          | 64 | Hiroki Otsu         | Honda   | 7         |
| TCS Nakajima Racing          | 65 | Toshiki Oyu         | Honda   | Toutes    |

## Calendrier

### Calendrier initial
Le 2 mars 2020, la manche d'ouverture de Suzuka est reportée à une date ultérieure en raison de la pandémie de Covid-19.
Le 24 avril, la manche de SUGO est également reportée.
| Manche | Manche | Date         | Événement | Circuit                         | Lieu     | Pays                          |
| ------ | ------ | ------------ | --------- | ------------------------------- | -------- | ----------------------------- |
| 1      | 1      | 5 avril      | Suzuka    | Circuit de Suzuka               | Suzuka   | Préfecture de Mie, Japon      |
| 2      | 2      | 19 avril     | Fuji      | Fuji Speedway                   | Oyama    | Préfecture de Shizuoka, Japon |
| 3      | 3      | 17 mai       | Autopolis | Autopolis                       | Kamitsue | Préfecture d'Ōita, Japon      |
| 4      | 4      | 21 juin      | SUGO      | Sportsland SUGO                 | Murata   | Préfecture de Miyagi, Japon   |
| 5      | 5      | 30 août      | Motegi    | Twin Ring Motegi                | Motegi   | Préfecture de Tochigi, Japon  |
| 6      | 6      | 27 septembre | Okayama   | Circuit international d'Okayama | Mimasaka | Préfecture d'Okayama, Japon   |
| 7      | 7      | 15 novembre  | Suzuka II | Circuit de Suzuka               | Suzuka   | Préfecture de Mie, Japon      |

### Nouveau calendrier
Le 10 juin 2020, les organisateurs du championnat publient un nouveau calendrier comportant sept courses.
| Manche | Circuit                         | Date         |
| ------ | ------------------------------- | ------------ |
| 1      | Twin Ring Motegi                | 30 août      |
| 2      | Circuit international d'Okayama | 27 septembre |
| 3      | Sportsland SUGO                 | 18 octobre   |
| 4      | Autopolis                       | 15 novembre  |
| 5      | Circuit de Suzuka               | 5 décembre   |
| 6      | Circuit de Suzuka               | 6 décembre   |
| 7      | Fuji Speedway                   | 20 décembre  |

## Résultats
| Manche | Manche | Événement                       | Pole position       | Meilleur tour   | Pilote vainqueur | Écurie gagnante              |
| ------ | ------ | ------------------------------- | ------------------- | --------------- | ---------------- | ---------------------------- |
| 1      | 1      | Twin Ring Motegi                | Ryō Hirakawa        | Kamui Kobayashi | Ryō Hirakawa     | Itochu Enex Team Impul       |
| 2      | 2      | Circuit international d'Okayama | Ryō Hirakawa        | Nick Cassidy    | Sho Tsuboi       | JMS P.mu/cerumo・INGING      |
| 3      | 3      | Sportsland SUGO                 | Sérgio Sette Câmara | Nick Cassidy    | Nick Cassidy     | Vantelin Team TOM'S          |
| 4      | 4      | Autopolis                       | Tomoki Nojiri       | Naoki Yamamoto  | Tomoki Nojiri    | Team Mugen                   |
| 5      | 5      | Circuit de Suzuka               | Naoki Yamamoto      | Naoki Yamamoto  | Naoki Yamamoto   | DoCoMo Team Dandelion Racing |
| 6      | 6      | Circuit de Suzuka               | Nick Cassidy        | Nirei Fukuzumi  | Toshiki Oyu      | TCS Nakajima Racing          |
| 7      | 7      | Fuji Speedway                   | Tomoki Nojiri       | Nirei Fukuzumi  | Sho Tsuboi       | JMS P.mu/cerumo・INGING      |

## Classements
Système de points
L'attribution des points évolue à l'occasion de cette saison. Dorénavant, pour chaque qualification, la pole position rapporte trois points, la 2e place deux points et la 3e un point tandis qu'avant, seule l'auteur pole position obtenait un point. Pour chaque course, les points sont toujours attribués aux dix premiers pilotes classés et non aux huit premiers. Il n'y a toujours aucun point attribué pour le meilleur tour en course.
| Position | 1er | 2e | 3e | 4e | 5e | 6e | 7e | 8e | 9e | 10e |
| Points   | 20  | 15 | 11 | 8  | 6  | 5  | 4  | 3  | 2  | 1   |

| Position | Pole | 2e | 3e |
| Points   | 3    | 2  | 1  |

### Classement des pilotes
| Pos. | Pilote              | MOT  | OKA   | SUG   | AUT  | SUZ   | SUZ   | FUJ   | Points |
| ---- | ------------------- | ---- | ----- | ----- | ---- | ----- | ----- | ----- | ------ |
| 1    | Naoki Yamamoto      | 13   | 6     | 3     | 23   | 1     | Abd.  | 53    | 62     |
| 2    | Ryo Hirakawa        | 1    | 41    | 2     | 12   | Abd.  | 7     | 6     | 60     |
| 3    | Sho Tsuboi          | Abd. | 1     | 13    | Abd. | Abd.  | 4     | 12    | 50     |
| 4    | Nick Cassidy        | 6    | 3     | 1     | 7    | 5     | Abd.1 | 4     | 50     |
| 5    | Tomoki Nojiri       | 7    | 10    | 4     | 1    | 72    | 5     | Abd.1 | 47     |
| 6    | Toshiki Oyu         | 15   | 15    | 12    | 10   | 8     | 12    | 2     | 41     |
| 7    | Kenta Yamashita     | 23   |       | 6     | 5    | 9     | 6     | 10    | 34     |
| 8    | Nirei Fukuzumi      | 5    | 8     | 10    | 92   | Abd.3 | 2     | 16    | 29     |
| 9    | Yuji Kunimoto       | Abd. | 7     | 5     | 4    | 3     | Abd.  | 15    | 29     |
| 10   | Hiroaki Ishiura     | 8    | 2     | 8     | 13   | 6     | 10    | 12    | 27     |
| 11   | Kazuki Nakajima     | 4    |       | 15    |      | 2     | 16    | 9     | 25     |
| 12   | Tadasuke Makino     | 9    | Abd.  | 7     | 3    | Abd.  | 8     |       | 20     |
| 13   | Sacha Fenestraz     | 32   | Abd.3 | Abd.3 | Abd. | 10    | Abd.  | 8     | 19     |
| 14   | Yuhi Sekiguchi      | Abd. | 5     | 11    | 11   | Np.   | 3     | Np.   | 17     |
| 15   | Nobuharu Matsushita |      |       |       | 6    | Abd.  | 14    | 3     | 16     |
| 16   | Kamui Kobayashi     | 14   |       | 14    |      | 4     | 15    | 11    | 8      |
| 17   | Ritomo Miyata       |      | 92    |       | 8    |       |       |       | 7      |
| 18   | Ukyo Sasahara       | 11   | 13    | NC.   | 14   | Abd.  | 113   | 7     | 5      |
| 19   | Kazuya Oshima       | 10   | 16    | 9     | 17   | 12    | 9     | 14    | 5      |
| 20   | Sérgio Sette Câmara |      |       | Abd.1 |      |       |       |       | 3      |
| 21   | Charles Milesi      |      |       |       | 15   | 11    | 13    | Np.   | 0      |
| 22   | Yuichi Nakayama     |      | 11    |       | 18   |       |       |       | 0      |
| 23   | Tatiana Calderón    | 12   |       |       | 16   | 13    | 12    | 17    | 0      |
| 24   | Koudai Tsukakoshi   |      | 12    | NC.   |      |       |       |       | 0      |
| 25   | Hiroki Otsu         |      |       |       |      |       |       | 13    | 0      |
| 26   | Mitsunori Takaboshi |      | 14    |       |      |       |       |       | 0      |
| –    | Teppei Natori       | Np.  |       |       |      |       |       |       | 0      |
| –    | Sena Sakaguchi      |      | Np.   |       |      |       |       |       | 0      |

| Couleur  | Résultat                       |
| -------- | ------------------------------ |
| Or       | Vainqueur                      |
| Argent   | 2e place                       |
| Bronze   | 3e place                       |
| Vert     | Classé dans les points         |
| Bleu     | Classé hors des points         |
| Bleu     | Non classé (Nc.)               |
| Violet   | Abandon (Abd.)                 |
| Rouge    | Non qualifié (Nq.)             |
| Rouge    | Non pré-qualifié (Npq.)        |
| Noir     | Disqualifié (Dsq.)             |
| Blanc    | Non partant (Np.)              |
| Blanc    | Forfait (Forf.)                |
| Blanc    | Course annulée (A)             |
| Neutre   | Non présent                    |
| Neutre   | Exclu (Ex.)                    |
| Gras     | Pole position                  |
| Italique | Meilleur tour en course        |
| †        | Classé sans terminer la course |
| 1 2 3 …  | Classement dans la catégorie   |

### Classement des écuries
| Pos. | Équipe                       | n° | MOT  | OKA  | SUG  | AUT  | SUZ  | SUZ  | FUJ  | Points |
| ---- | ---------------------------- | -- | ---- | ---- | ---- | ---- | ---- | ---- | ---- | ------ |
| 1    | Vantelin Team TOM'S          | 1  | 6    | 3    | 1    | 7    | 5    | Abd. | 5    | 77     |
| 1    | Vantelin Team TOM'S          | 36 | 4    | 9    | 15   | 8    | 2    | 16   | 9    | 77     |
| 2    | JMS P.mu/cerumo・INGING      | 38 | 8    | 2    | 8    | 13   | 6    | 10   | 12   | 72     |
| 2    | JMS P.mu/cerumo・INGING      | 39 | Abd. | 1    | 13   | Abd. | Abd. | 4    | 1    | 72     |
| 3    | Docomo Team Dandelion Racing | 5  | 13   | 6    | 3    | 2    | 1    | Abd. | 5    | 72     |
| 3    | Docomo Team Dandelion Racing | 6  | 5    | 8    | 10   | 9    | Abd. | 2    | 16   | 72     |
| 4    | Itochu Enex Team Impul       | 19 | Abd. | 5    | 11   | 11   | Np.  | 3    | Np.  | 69     |
| 4    | Itochu Enex Team Impul       | 20 | 1    | 4    | 2    | 12   | Abd. | 7    | 6    | 69     |
| 5    | TCS Nakajima Racing          | 64 | 9    | Abd. | 7    | 3    | Abd. | 8    | 13   | 57     |
| 5    | TCS Nakajima Racing          | 65 | 15   | 15   | 12   | 10   | 8    | 1    | 4    | 57     |
| 6    | Kondō Racing                 | 3  | 2    | Np.  | 6    | 5    | 9    | 6    | 10   | 46     |
| 6    | Kondō Racing                 | 4  | 3    | Abd. | Abd. | Abd. | 10   | Abd. | 8    | 46     |
| 7    | Team Mugen                   | 15 | 11   | 13   | NC   | 14   | Abd. | 11   | 7    | 42     |
| 7    | Team Mugen                   | 16 | 7    | 10   | 4    | 1    | 7    | 5    | Abd. | 42     |
| 8    | carrozzeria Team KCMG        | 7  | 14   | 11   | 14   | 18   | 4    | 15   | 11   | 37     |
| 8    | carrozzeria Team KCMG        | 18 | Abd. | 7    | 5    | 4    | 3    | Abd. | 15   | 37     |
| 9    | Buzz Racing with B-MAX       | 50 | Np.  | 14   | Abd. | 6    | Abd. | 14   | 3    | 16     |
| 9    | Buzz Racing with B-MAX       | 51 |      |      |      | 15   | 11   | 13   | Np.  | 16     |
| 10   | ROOKIE Racing                | 14 | 10   | 16   | 9    | 17   | 12   | 9    | 14   | 5      |
| 11   | Drago Corse with ThreeBond   | 12 | 12   | 12   | NC   | 16   | 13   | 12   | 17   | 0      |